# إبراهيم شبوح
إبراهيم شبوح (31 أبريل 1933) محقق ومؤرخ وعالم آثار تونسي ولد في مدينة القيروان، عرف باهتمامه بإعادة تقديم أعمال إبن خلدون وتحقيقها.

## سيرته
ولد في مدينة القيروان بتونس سنة 1933 وتعلم في البداية في جامع الزيتونة بتونس، والإجازة العالية في التاريخ والآثار الإسلامية من جامعة القاهرة والماجستير في العِمارة العسكرية الإسلامية المبكرة من نفس الجامعة سنة 1964.
عمل مع المستشرق الفرنسي كلود كاهن في إعداد الدكتوراه بجامعة بانتيون سوربون وموضوعها: التحصينات العسكرية على حدود إفريقية في القرن الثاني والثالث الهجري، ودورها في الصراع بين العرب وبيزنطة، ولم يناقشها، ثم عمل مع المهندس الدكتور فريد شافعي بجامعة القاهرة لإعداد رسالة دكتوراه في العِمارة التاريخية لمدينة القيروان، ولم يناقشها.

## أعماله

### مؤلفات
- إبراهيم شبّوح (2004). المائدة في التراث العربي الإسلامي (ط. الأولى). لندن: مؤسسة الفرقان للتراث الإسلامي. ISBN:9781873992838.

### تحقيقات
- أبو الحسن الرعيني الإشبيلي (1962). برنامج شيوخ ابن الفخار الرعيني (PDF). تحقيق: إبراهيم شبّوح (ط. الأولى). دمشق: وزارة الثقافة.

- وليّ الدّين عبد الرحمن ابن خلدون (2006). كتاب العبر وديوان المبتدأ والخبر في أيام العرب والعجم والبربر ومن عاصرهم من ذوي السلطان الأكبر. تحقيق: إبراهيم شبّوح وإحسان عباس (ط. الأولى). تونس: الدار العربية للكتاب. ج. الجزء الأول. ISBN:9789973102324.

- وليّ الدّين عبد الرحمن ابن خلدون (2007). كتاب العبر وديوان المبتدأ والخبر في أيام العرب والعجم والبربر ومن عاصرهم من ذوي السلطان الأكبر. تحقيق: إبراهيم شبّوح (ط. الأولى). تونس: القيروان للنشر. ج. الجزء الثاني. ISBN:9789973896025.

### تحرير
- إبراهيم شبّوح، المحرر (1999). تحقيق مخطوطات العلوم في التراث الإسلامي (ط. الأولى). لندن: مؤسسة الفرقان للتراث الإسلامي. ISBN:9781873992432.

- إبراهيم شبّوح، المحرر (2005). علوم الأرض في المخطوطات الإسلامية (ط. الأولى). لندن: مؤسسة الفرقان للتراث الإسلامي. ISBN:9781873992944.

## روابط خارجية
- إبراهيم شبوح على موقع أرشيف الشارخ.